# Херцог, Герман
Герман Херцог (англ. Hermann Ottomar Herzog; 1832—1932) — американский художник-пейзажист немецкого происхождения. Представитель Дюссельдорфской школы живописи, участник школы реки Гудзон.

## Биография
Родился 15 ноября 1832 года в Бремене, Германия. Его год рождения иногда указывается как 1831, но правильным является 1832 год, что доказано регистрационными документами Бремена.
В возрасте семнадцати лет Герман поступил в Дюссельдорфскую академию живописи. Быстро достигнув коммерческого успеха, стал хорошо зарабатывать, что позволило ему много путешествовать и продолжать обучение. Среди его покровителей было много знатных людей Европы.
В конце 1860-х годов, после длительной поездки в Норвегию, Херцог поселился на постоянное проживание в Соединенных Штатах недалеко от Филадельфии. Много путешествовал по США и Мексике. Значительную часть работ посвятил своему путешествию через западные штаты в Калифорнию в 1873 году, часть из которых была включена в серию картин о Йосемитской долине. В 1876 году Герман Херцог получил награду выставки Philadelphia Centennial Exhibition со своими картинами о горном пике Sentinel Rock в этой же долине. Также часто он бывал и работал в штатах Мэн и Флорида.
За свою долгую жизнь Херцог создал более 1000 картин; свои работы художник подписывал «H. Herzog».
Умер 6 февраля 1932 года в Филадельфии, США. Был похоронен на кладбище Atlantic City Cemetery города Pleasantville, штат Нью-Джерси.
Герман Херцог весьма успешно продавал свои картины, что позволило ему вести комфортный образ жизни. После его смерти семья сохранила большое количество картин художника, которые были представлены на рынке искусства в 1970-х годах. Его работы находятся в ряде известных американских и европейских музеев.
В 1992 году в пенсильванском музее Брендиуайн-Ривер состоялась выставка его работ, каталог которых издал американский историк Donald S. Lewis, Jr.

Галерея работ
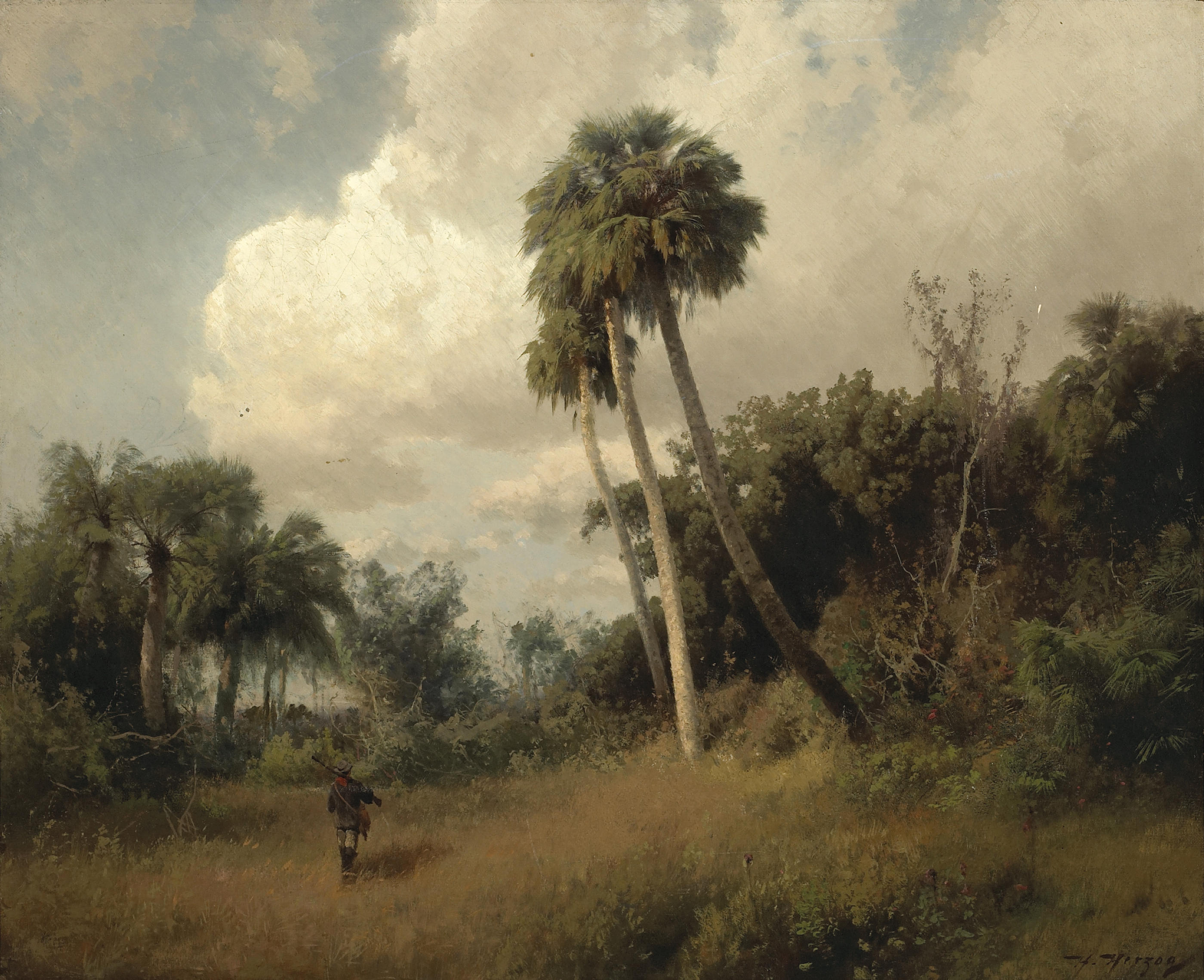
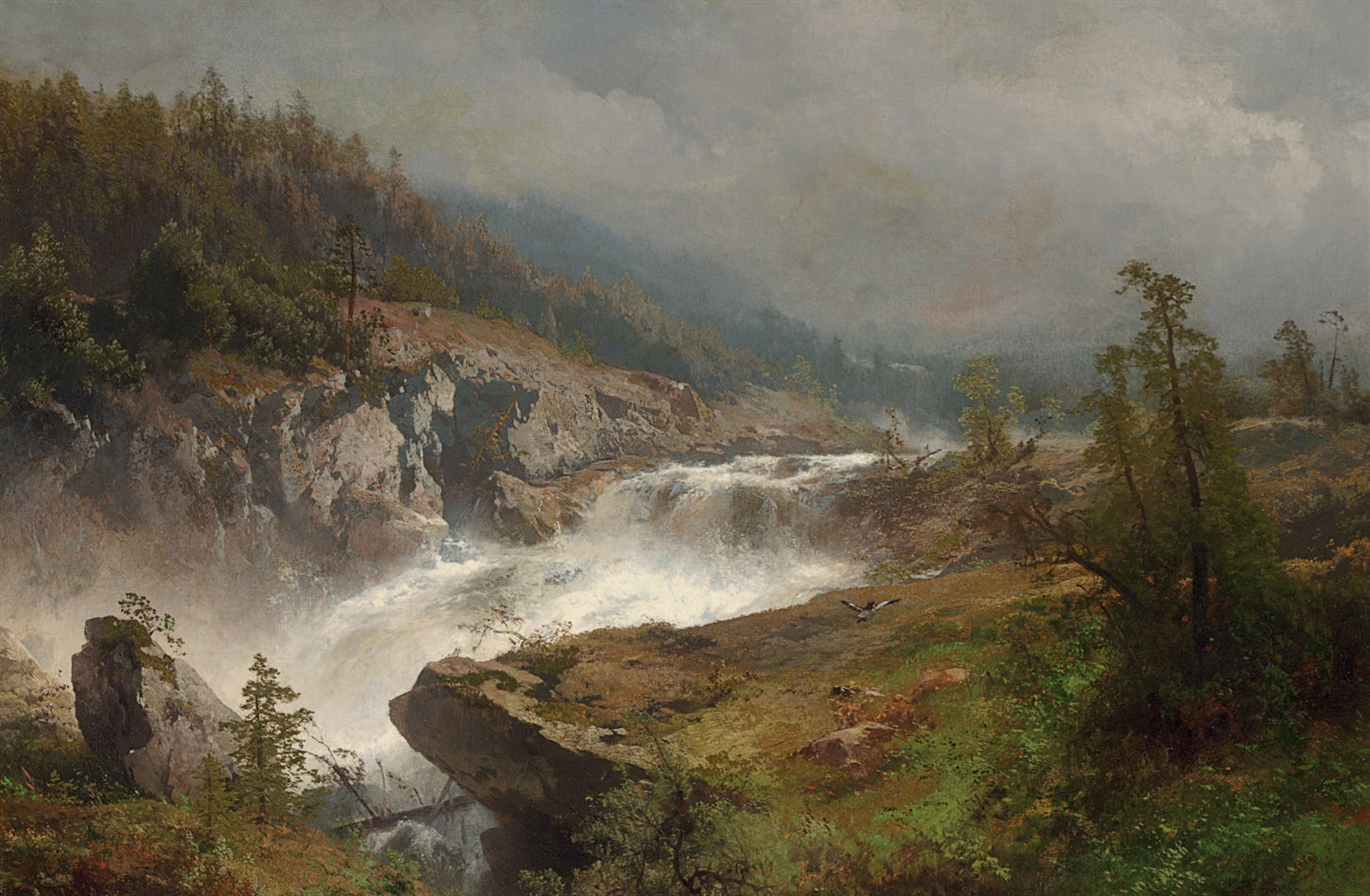
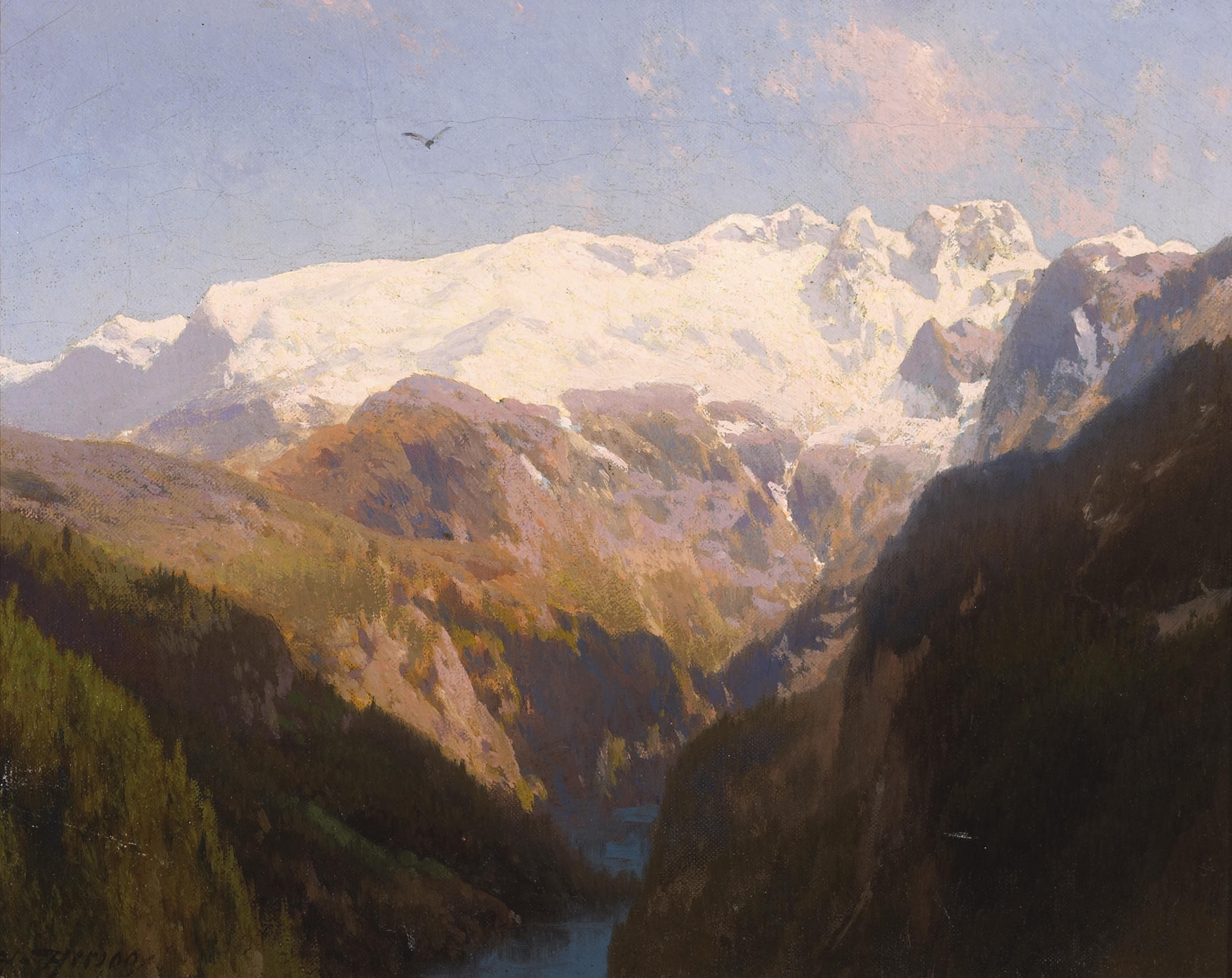